# Sustav natjecanja HNS-a – sezona 2005./06.

## 1. liga
- 1. HNL "Ožujsko" : sezona 2005./06.

## 2. lige
- 2. HNL : 2005./06.
  - 2. HNL – Jug : 2005./06.
  - 2. HNL – Sjever : 2005./06.

## 3. lige
- 3. HNL : 2005./06.
  - 3. HNL – Središte : 2005./06.
  - 3. HNL – Zapad : 2005./06.
  - 3. HNL – Jug : 2005./06.
  - 3. HNL – Sjever : 2005./06.
  - 3. HNL – Istok  : 2005./06.

## 4. lige
- Jedinstvena Zagrebačka županijska liga : 2005./06.
- 1. ŽNL Krapinsko-zagorska : 2005./06.
- 1. ŽNL Sisačko-moslavačka : 2005./06.
- 1. ŽNL Karlovačka : 2005./06.
- 1. ŽNL Istarska : 2005./06.
- 1. ŽNL Primorsko-goranska : 2005./06.
- ŽNL Ličko-senjska : 2005./06.
- 1. ŽNL Splitsko-dalmatinska : 2005./06.
- ŽNL Šibensko-kninska : 2005./06.
- 1. ŽNL Zadarska : 2005./06.
- 1. ŽNL Dubrovačko-neretvanska : 2005./06.
- 1. ŽNL Osječko-baranjska : 2005./06.
- 1. ŽNL Brodsko-posavska : 2005./06.
- 1. ŽNL Požeško-slavonska : 2005./06.
- 1. ŽNL Vukovarsko-srijemska : 2005./06.
- 1. ŽNL Međimurska : 2005./06.
- 1. ŽNL Koprivničko-križevačka : 2005./06.
- 1. ŽNL Varaždinska : 2005./06.
- 1. ŽNL Bjelovarsko-bilogorska : 2005./06.
- 1. ŽNL Virovitičko-podravska : 2005./06.